# Тонтон-макути

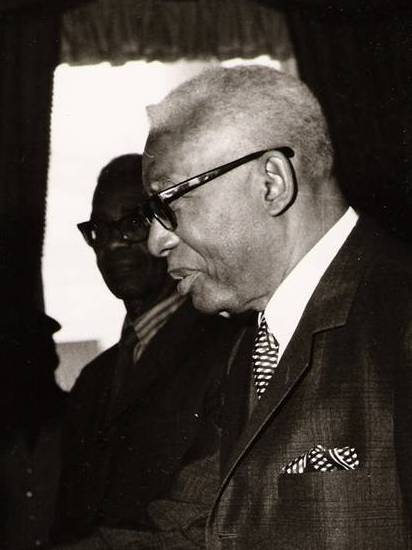
Франсуа Дювальє створив підрозділи «тонтон-макутів» через недовіру до власної армії.

Тонтон-макути (Tonton Macoutes) — гаїтянська міліція (добровольці національної безпеки — Milice de Volontaires de la Sécurité Nationale), воєнізована опора режиму диктатора Франсуа Дювальє. Оскільки, як добровільне об'єднання, не мали уніформи, то вирізнялися такими деталями одягу, як сонцезахисні окуляри, джинсові сорочки та панами військового зразка.
Народна назва «тонтон-макути» пов'язана з креольською легендою про дядька (Tonton), який викрадає неслухняних дітей ховаючи їх в мішок (Macoute), щоб потім з'їсти.
Дювальє створив це формування 1959 року через недовіру до власної армії, яка вже намагалася позбавити його влади. Згідно зі свідченнями бізнесмена Буча Ештона (Butch Ashton), створення підрозділів «тонтон-макутів» було схвалене і підтримане владою США, які надали для цього своїх морських піхотинців як інструкторів. Тонтон-макути були озброєні мачете та вогнепальною зброєю. На початку створення їх очолював Лукнер Камброне (Luckner Cambronne), якому народ дав прізвисько «карибський вампір» за його жорстокість. Його звинувачували в збагаченні за допомогою рекету та продажу тіл і людських біологічних матеріалів університетам та клінікам США.
Найбільшу владу тонтон-макутам давало те, що їхні лідери були жерцями культу вуду, поширеного серед населення Гаїті.
Населення надзвичайно боялось їх, оскільки вірило, що вони можуть обернути людей на зомбі. Тому гаїтяни навіть не могли думати про опір.
Тонтон-макути дуже часто забивали людей до смерті та спалювали живцем просто на вулиці, після чого тіла демонстрували населенню для залякування. Їх жертвами ставали в першу чергу можливі прибічники опозиції Дювальє та бізнесмени, які відмовлялися давати гроші рекетирам від влади. За приблизними оцінками тонтон-макути вбили близько 60 000 гаїтян.
Тонтон-макути продовжували існувати і при владі Жана-Клода Дювальє, сина та наступника Франсуа Дювальє аж до повалення диктатури 1986 року.